# Ватабэ, Акито
Акито Ватабэ  (яп. 渡部 暁斗 Ватабэ Акито, род. 26 мая 1988, Хакуба, Нагано) — японский двоеборец, чемпион мира, двукратный серебряный призёр Олимпийских игр, обладатель Кубка мира 2017/18.
В Кубке мира Ватабэ дебютировал в 2000 году, в марте 2000 года первый раз попал в тройку лучших на этапе Кубка мира. Первую победу одержал 5 февраля 2012 года в Валь-ди-Фьемме. Всего одержал 17 побед на этапах Кубка мира. 6 сезонов подряд, начиная с 2011/12, был в тройке лучших общего зачёта Кубка мира (три раза вторым и три раза третьим). В сезоне 2017/18 одержал 8 побед на этапах и наконец выиграл общий зачёт Кубка мира. Ватабэ стал первым японцем с 1995 года, выигравшим Кубок мира.
На Олимпиаде-2006 в Турине стал 19-м в спринте.
На Олимпиаде-2010 в Ванкувере стал 6-м в команде, кроме того занял 21-е место в соревнованиях с нормального трамплина + 10 км, и 9-е место в соревнованиях с большого трамплина + 10 км.
На Олимпиаде-2014 в Сочи завоевал серебряную медаль в классическим двоеборье в соревнованиях с нормального трамплина + 10 км, и 6-е место в соревнованиях с большого трамплина + 10 км. В командных соревнованиях стал 5-м.
На зимних Олимпийских играх в Корее завоевал для себя вторую серебряную медаль на Олимпиадах . В классическим двоеборье Нормальный трамплин + 10 км он пришёл к финишу вторым, уступив победителю 4,8 секунды.  В соревнованиях с большого трамплина + 10 км занял 5-е место, в командных соревнованиях стал 4-м.
За свою карьеру участвовал в шести подряд чемпионатах мира (2007—2017), выиграл золото в команде на чемпионате мира 2009 в чешском Либереце. На счету Ватабэ также две медали чемпионата мира 2017 года. Ещё 4 раза японец был четвёртым на чемпионатах мира.
Использует лыжи производства фирмы Fischer.